# Sistema de ligas de balonmano de España
El sistema de ligas de balonmano de España agrupa el conjunto de competiciones organizadas directamente por la Real Federación Española de Balonmano en todo el territorio español, ya sea directamente o delegando la organización de competiciones de carácter nacional en las federaciones autonómicas.
La temporada se desarrolla entre los meses de septiembre (o finales de agosto) y junio (o finales de mayo).

## Sistema de ligas

### Masculinas
| Nivel | División                | Ámbito     | Grupos | Número de equipos  | Número de equipos  |
| Nivel | División                | Ámbito     | Grupos | Por grupo          | Total              |
| ----- | ----------------------- | ---------- | ------ | ------------------ | ------------------ |
| 1     | Liga ASOBAL             | Nacional   | 1      | 18                 | 18                 |
| 2     | División de Honor Plata | Nacional   | 2      | 10                 | 20                 |
| 3     | Primera Nacional        | Nacional   | 6      | 16                 | 96                 |
| 4     | Segunda Nacional        | Autonómico | 17     | según la autonomía | según la autonomía |
| 5     | Territoriales           | Autonómico | 17     | según la autonomía | según la autonomía |

### Femeninas
| Nivel   | División                                      | Ámbito     | Grupos | Número de equipos | Número de equipos |
| Nivel   | División                                      | Ámbito     | Grupos | Por grupo         | Total             |
| ------- | --------------------------------------------- | ---------- | ------ | ----------------- | ----------------- |
| 1       | División de Honor femenina de balonmano       | Nacional   | 1      | 14                | 14                |
| 2       | División de Honor Oro femenina de balonmano   | Nacional   | 1      | 14                | 14                |
| 3       | División de Honor Plata femenina de balonmano | Nacional   | 4      | 14                | 56                |
| 4 o más | Primera Nacional                              | Autonómico | 17     | Según             | Según             |